# IJzendijke

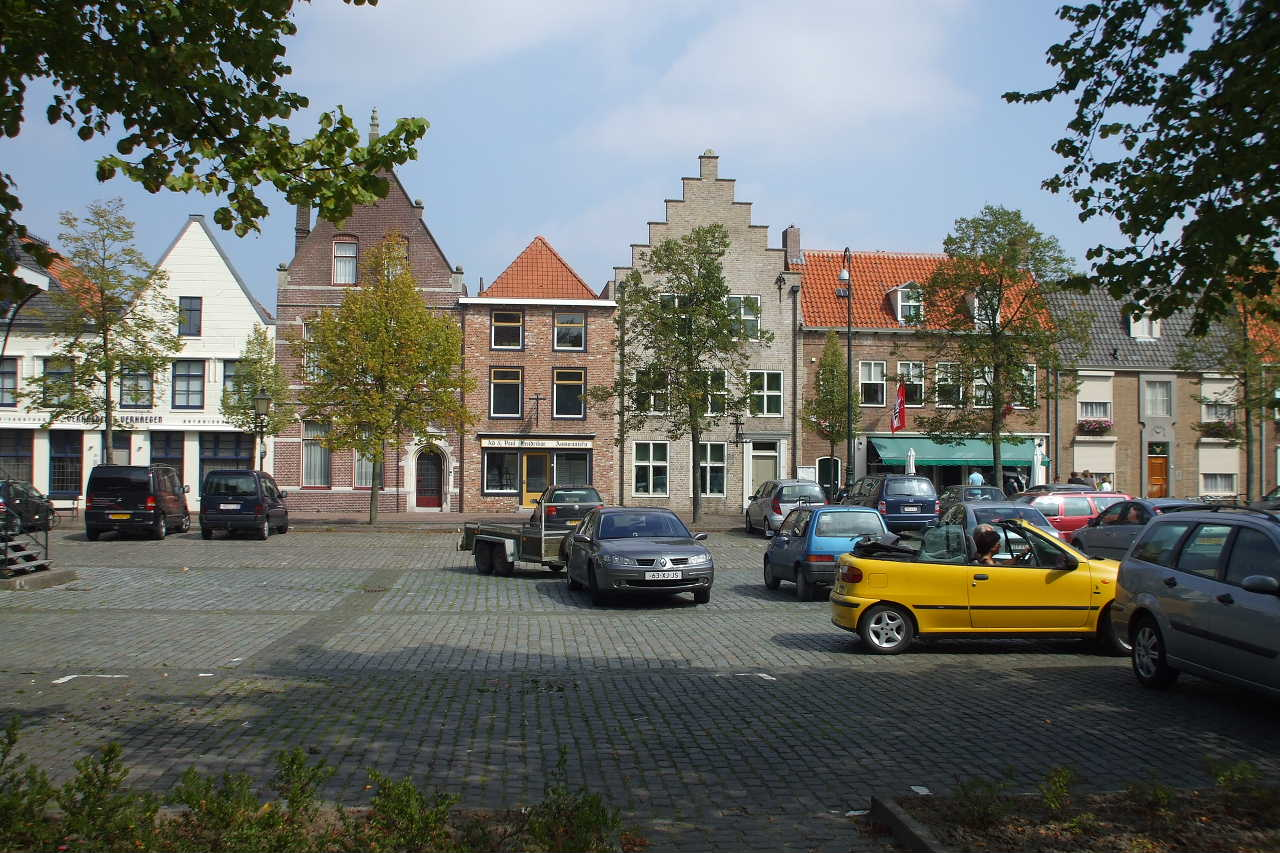
Edifici di IJzendijke

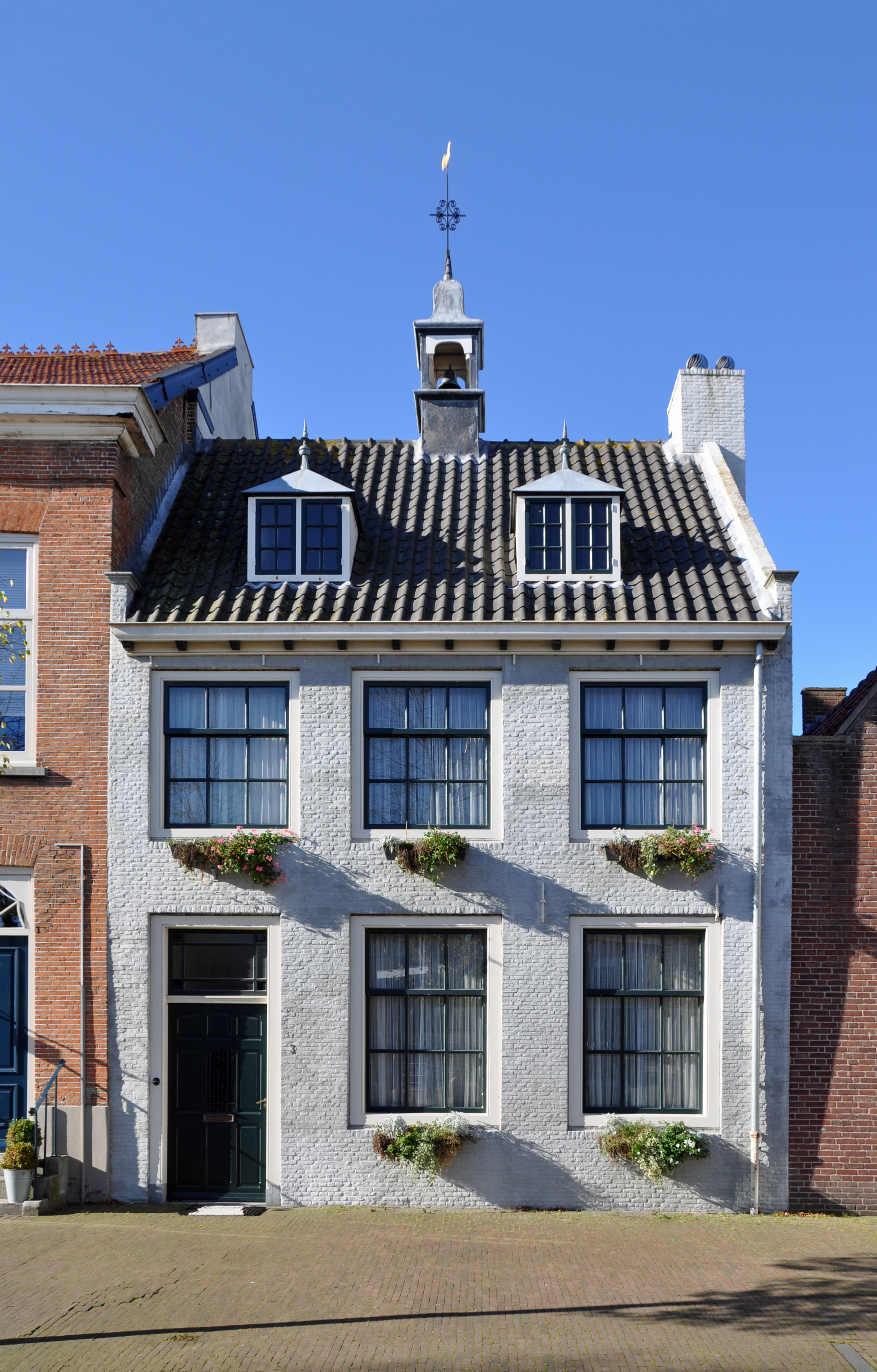
IJzendijke: edificio del Markt

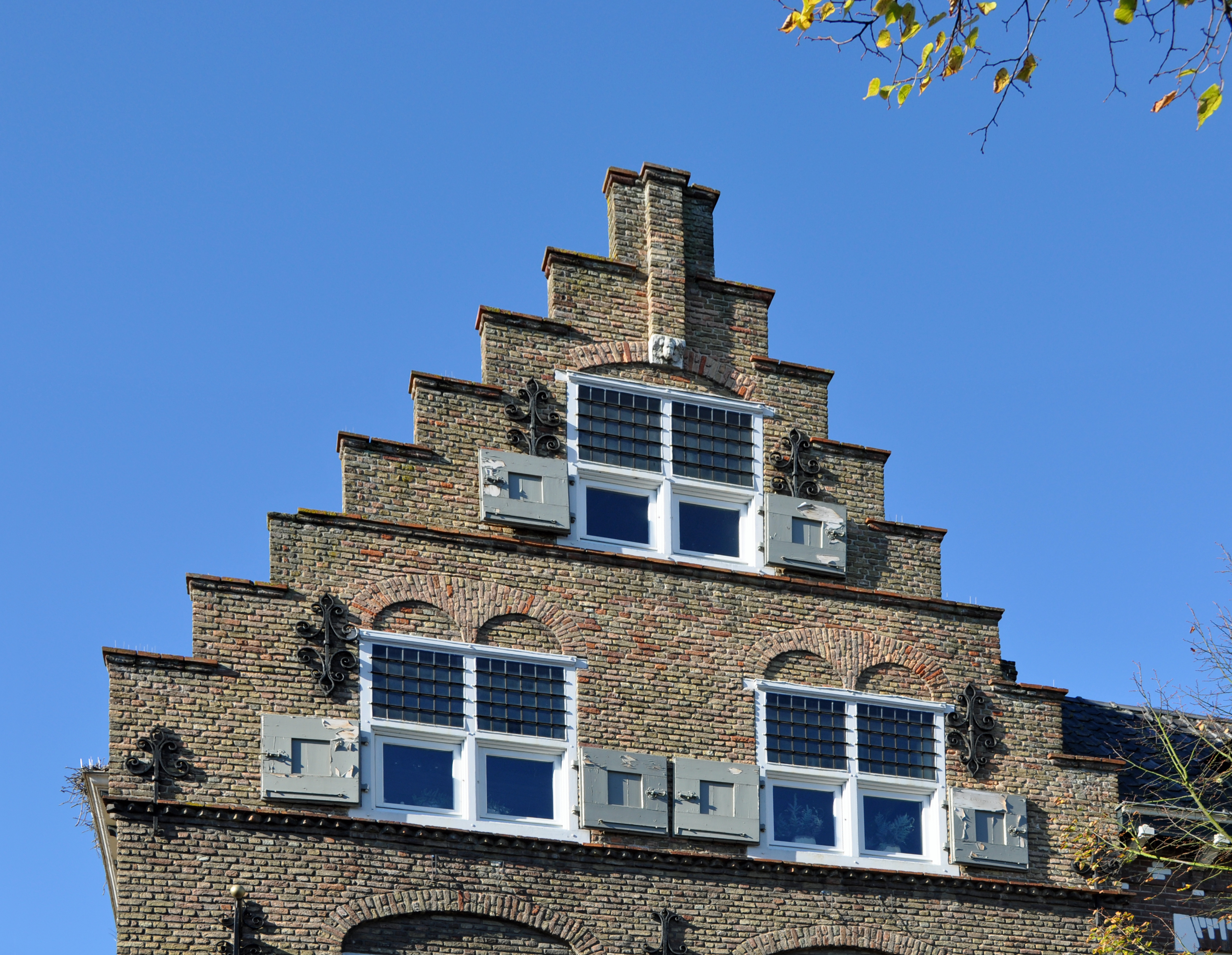
IJzendijke: altro edificio del Markt

IJzendijke (in fiammingo zelandese: Iezendieke) è una cittadina di circa 2.200 abitanti del sud-ovest dei Paesi Bassi, facente parte della provincia della Zelanda e situata nella regione delle Fiandre zelandesi. Dal punto di vista amministrativo, si tratta di un-ex comune, dal 1970 accorpato alla municipalità di Oostburg, comune a sua volta accorpato nel 2003 alla municipalità di Sluis.
È soprannominata Petit Paris ("Piccola Parigi").

## Geografia fisica
IJzendijke si trova nella parte sud-occidentale della regione delle Fiandre zelandesi, a pochi chilometri dal confine con il Belgio e tra le località Oostburg e Terneuzen (rispettivamente ad est della prima e ad ovest/sud-ovest della seconda), a circa 25 km ad est/nord-est di Sluis.

## Storia

### La vecchia IJzendijke
La vecchia IJzendijke, che era situata lungo il Braakman  e di cui non rimane più nulla, è menzionata già nel 984.
IJzendijke ricevette quindi lo status di città nel 1127.
Il 9 ottobre 1374, IJzendijke fu investita da una prima alluvione.  Più grave fu però l'alluvione del 16 novembre 1377, che causò il crollo di gran parte degli edifici cittadini.
Quasi due secoli dopo, nel 1570, una nuova alluvione cancellò per sempre ciò che rimaneva della vecchia IJzendijke.

### La nuova IJzendijke
A partire dal 1604, iniziò quindi la costruzione di una nuova IJzendijke, con l'ampliamento delle fortificazioni di un villaggio vicino per volere del Principe Maurizio, il qualde aveva cacciato gli Spagnoli dal forte chiamato Ysendijck.
|  |

Agli inizi del XX secolo, segnatamente nel 1919, 1921 e 1924, gli abitanti di IJzendijke ricevettero la visita della regina Guglielmina dei Paesi Bassi.
Nel corso della seconda guerra mondiale, la località fu teatro di una battaglia tra i Tedeschi e le truppe alleate.

### Simboli
Nello stemma di IJzendijke sono raffigurati due angeli che sorreggono uno scudo bianco e azzurro con corona.
Questo stemma cittadino è attestato sin dal 1622.

## Monumenti e luoghi d'interesse
IJzendijke conta 20 edifici classificati come rijksmonumenten.

### Architetture religiose

#### Chiesa protestante
Tra i principali edifici di IJzendijke, figura la chiesa protestante: risalente al 1612-1614 e realizzata per volere di Maurizio d'Orange, è una delle più antiche chiese protestanti della Zelanda.

### Architetture civili

#### Markt
Altro punto d'interesse è il Markt, la Piazza del Municipio, in cui campeggia un monumento raffigurante Maurizio d'Orange.

#### Mulino De Witte Juffer
Altro edificio d'interesse ancora è il mulino De Witte Juffer, un mulino a vento risalente al 1841.
|  |

## Società

### Evoluzione demografica
Al censimento del 2014, IJzendijke contava una popolazione pari a 2.194 abitanti.

## Cultura

### Eventi

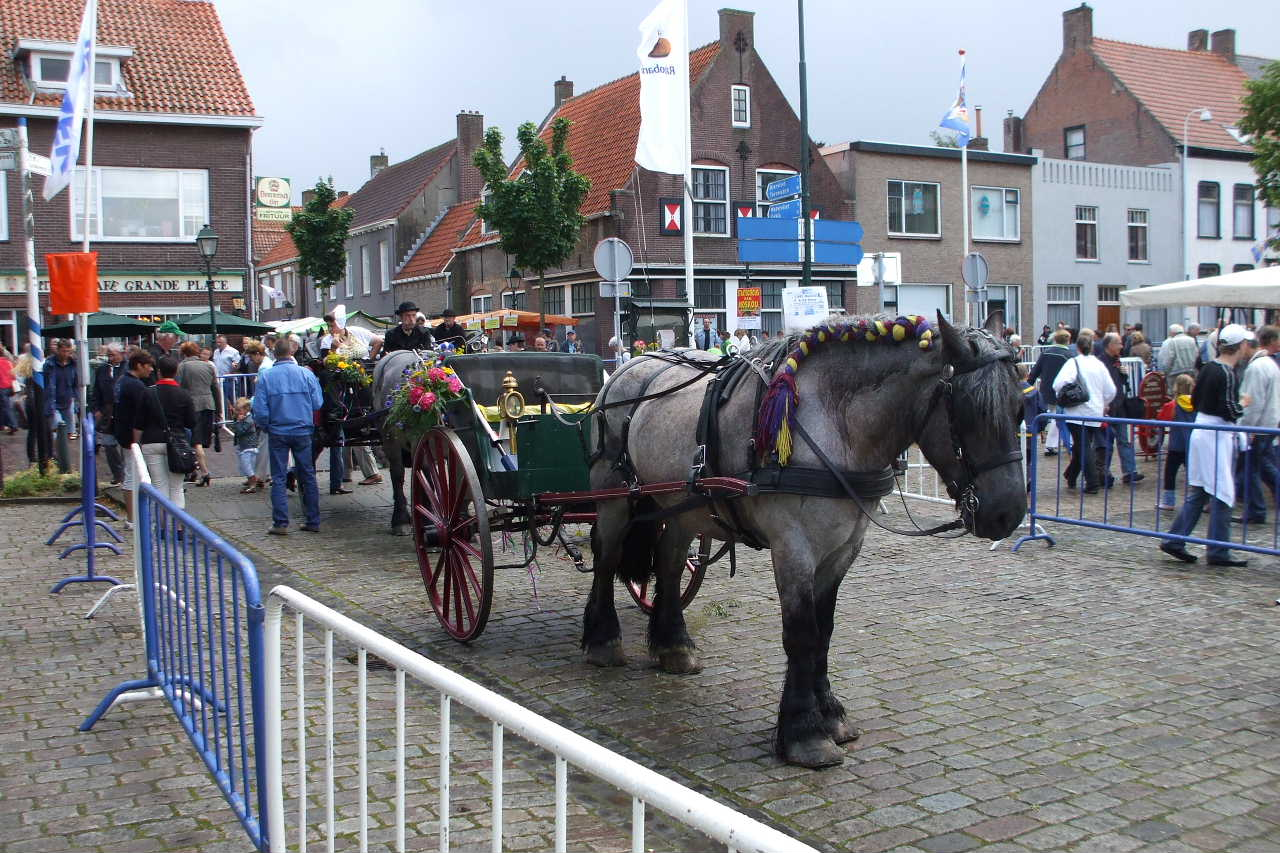
IJzendijke: il Folkloristische Dag

- Popfestival Weitjerock (in luglio)[1]
- Folkloristische Dag IJzendijke (in uno dei sabati di luglio)[1]
- Mauritsbolling[1]

## Geografia antropica

### Suddivisioni amministrative
Buurtschappen
- Balhofstede
- Mollekot (parte)
- Oudeland,
- Ponte
- Ponte Avancé,
- Pyramide (in gran parte)
- Roodenhoek
- Veldzicht (parte)

## Sport
- La squadra di calcio locale è il VV IJzendijke, club fondato nel 1918[9]